# Narcís Pagès i Ramiro
Narcís Pagès i Ramiro (Girona 1908 - 2006) fou l’últim mestre de capella de la Basílica de Santa Maria de Mataró.
L’any 1946 Narcís Pagès fou nomenat mestre de capella i organista de la Basílica de Santa Maria de Mataró. Va romandre en aquest càrrec fins al 1983. També l’any 1946, Pagès assumí la direcció de l’Acadèmia Musical Mariana.